# 88街車站
88街車站（英語：88th Street station），指示牌顯示為「88街-波伊特大道車站」（英語：88th Street – Boyd Avenue station）是紐約地鐵IND福爾頓街線的一個地鐵站，位於皇后區臭氧公園的自由大道和88街交界，設有A線（任何時候停站）列車服務。

## 車站結構
| P 月台層 | 側式月台，右側開門 | 側式月台，右側開門 |
| P 月台層 | 北行               | 往英伍德-207街（80街） · 深夜接駁線往尤克利德大道（80街）                                                                 |
| P 月台層 | 尖峰特快           | 無服務 |
| P 月台層 | 南行               | 往勒弗茲林蔭路/遠洛克威（深夜除外）/洛克威公園（黃昏尖峰時段）（洛克威林蔭路） · 深夜接駁線往勒弗茲林蔭路（洛克威林蔭路） |
| P 月台層 | 側式月台，右側開門 | |
| M        | 夾層               | 閘機、車站詢問處 |
| G        | 街道層             | 出入口 |

此高架車站在1915年9月25日啟用，設有兩個側式月台和三條軌道，中央軌道不營運。

## 外部連結
- nycsubway.org—IND Fulton: 88th Street-Boyd Avenue
- Station Reporter — A Lefferts
- Station Reporter — A Rockaway
- The Subway Nut — 88th Street – Boyd Avenue Pictures（页面存档备份，存于）
- 88th Street entrance from Google Maps Street View
- Platforms from Google Maps Street View